# Burgstall Schaumburg (Landshut)
Der Burgstall Schaumburg (auch Schauenburg) ist eine abgegangene mittelalterliche Höhenburg in der Landshuter Gemarkung Wolfsbach im Stadtteil Frauenberg. Die ehemalige Burganlage ist als Bodendenkmal mit der Nummer D-2-7439-0065 vom Bayerischen Landesamt für Denkmalpflege erfasst.

## Lage
Der Burgstall der Spornburg liegt bei 454 m ü. NN an der vordersten Hangkante der Isarleite. Die vorgeschobene Hangschulter befindet sich in der Mitte einer Bergkette an der Isar.

## Geschichte
Bereits 1080 wird Heinrich von Hofendorf als Herr auf Schaumburg genannt. 
Im 12. Jahrhundert waren die Berggipfel, auf denen sich heute die Schaumburg, der benachbarte Burgstall Neudeck und die Ruine Wolfstein befinden, Sitz des Edelgeschlechts de Scovenburg. Damit ist wahrscheinlich das Adelsgeschlecht der Schauenburger mit der Schauenburg als Stammsitz gemeint. Die Herren von Schaumburg waren mit dem Geschlecht der Roninger verwandt und hatten Verbindungen nach Wolnzach. Sie nannten sich auch „von Winklsass“. Der Begründer der Schauenburger, Henricus de Scovenburg, wird erstmals im Jahr 1108 urkundlich erwähnt. Aus einem Schenkungsbuch des Stifts Obermünster geht hervor, dass Heinrich II. von Schaumburg („Heinricus de Schawenberg“), der Sohn von Henricus de Scovenburg, die Burg erhielt und sein Bruder Ulrich das benachbarte Wolfstein bekam. Beide übten von 1110 bis 1141 das Amt des Vogtes im Kloster Sankt Emmeram aus.
Graf Heinrich II. von Schaumburg wird in mehreren Urkunden aus den Jahren 1110, 1125 und 1127 genannt. Er heiratete Hildburg (auch Hiltiburg genannt), die aus einem Adelsgeschlecht entstammte, das sich Dornberg nannte und ihren Stammsitz auf Burg Dornberg in Erharting hatte. Seitdem nannten sich auch die Nachkommen der Hauptlinie der Schaumburger von Dornberg. Ein weiterer Schaumburger wird als Defensor im Dienst des Bischofs der Straßburg genannt. Die Schaumburg-Dornberger beteiligten sich auch an mehreren Kreuzzügen in den Jahren 1147, 1189/90 und 1197, wobei Konrad von Schaumburg-Dornberg im Dritten Kreuzzug unter der Führung von Friedrich Barbarossa bei der Belagerung von Didymoticho fiel.
Es wird angenommen, dass sich die Grafschaft der Schaumburger im Isartal im Bereich zwischen dem heutigen Kerngebiet der Stadt Landshut und der Ortschaft Niederviehbach befand. Mit dem Erbe der Schaumburger kamen die Burg und auch Wolfstein an die Wittelsbacher, während sich Neudeck noch im Besitz des Hohold von Schaumburg-Neudeck-Winklsass († 1260) befand. Die Wittelsbacher nutzen die Burg nicht und sie verfiel nach 1183. Das Anwesen diente dann der Bevölkerung der Umgebung als Ziegelbruch.

## Beschreibung
Von der Burg sind noch die freie Fläche des ehemaligen Standortes, der Turmhügel und die Wallanlagen erhalten. Die Wallanlagen fallen in mehreren Stufen seitlich vom Burgplateau ab. Der vorgesetzte Turmhügel liegt heute im Wald und das Areal des Burgstalles wird als Acker genutzt. Teilweise werden noch Bruchstücke von Mauerziegeln gefunden.